# Tim Cronin
Tim Cronin (ur. 2 kwietnia 1984 w Belleville) – kanadyjski pięściarz wagi półciężkiej, były mistrz Kanady w boksie zawodowym.

## Kariera zawodowa
Na zawodowym ringu zadebiutował 26 października 2013 roku, przegrywając na punkty z Guillaume Tremblay-Coude. W swojej 11. zawodowej walce zdobył mistrzostwo Kanady w kategorii półciężkiej, pokonując Nathana Milliera.
21 kwietnia 2018 przegrał przez techniczny nokaut z Polakiem Robertem Parzęczewskim.